# Kanton Luneray
Kanton Luneray is een kanton van het Franse departement Seine-Maritime. Het kanton maakt deel uit van de arrondissementen Dieppe en Rouen. 
Het telde in 2017 34 904 inwoners, dat is een dichtheid van 79 inwoners/km².
De oppervlakte bedraagt 442,93 km².

## Geschiedenis
Dit kanton is ontstaan door de herindeling van de kantons bij decreet van 27 februari 2014, met uitwerking op 22 maart 2015.
Door het decreet van 29 maart 2019 is een grenswijziging uitgevoerd, waarbij een deel van de gemeente Saâne-Saint-Just bij de gemeente Le Torp-Mesnil werd gevoegd. 

## Gemeenten
Het kanton Luneray omvatte bij zijn oprichting 73 gemeenten.
Door :
1. de samenvoeging op 1 januari 2019 van de gemeenten Auffay, Cressy en Sévis tot de fusiegemeente (commune nouvelle) Val-de-Scie, en
2. de grenswijziging tussen kantons bij decreet van 5 maart 2020 die daar een gevolg van is,

omvat het kanton sindsdien volgende 72 gemeenten: 
- Anneville-sur-Scie
- Auppegard
- Auzouville-sur-Saâne
- Avremesnil
- Bacqueville-en-Caux
- Beautot
- Beauval-en-Caux
- Belleville-en-Caux
- Belmesnil
- Bertreville-Saint-Ouen
- Bertrimont
- Biville-la-Baignarde
- Biville-la-Rivière
- Le Bois-Robert
- Brachy
- Calleville-les-Deux-Églises
- Le Catelier
- Les Cent-Acres
- La Chapelle-du-Bourgay
- La Chaussée
- Criquetot-sur-Longueville
- Crosville-sur-Scie
- Dénestanville
- Étaimpuis
- La Fontelaye
- Fresnay-le-Long
- Gonnetot
- Gonneville-sur-Scie
- Greuville
- Gruchet-Saint-Siméon
- Gueures
- Gueutteville
- Hermanville
- Heugleville-sur-Scie
- Imbleville
- Lamberville
- Lammerville
- Lestanville
- Lintot-les-Bois
- Longueville-sur-Scie
- Luneray
- Manéhouville
- Montreuil-en-Caux
- Muchedent
- Notre-Dame-du-Parc
- Omonville
- Rainfreville
- Royville
- Saâne-Saint-Just
- Saint-Crespin
- Saint-Denis-sur-Scie
- Saint-Germain-d'Étables
- Saint-Honoré
- Saint-Maclou-de-Folleville
- Saint-Mards
- Saint-Ouen-du-Breuil
- Saint-Ouen-le-Mauger
- Saint-Pierre-Bénouville
- Saint-Vaast-du-Val
- Saint-Victor-l'Abbaye
- Sainte-Foy
- Sassetot-le-Malgardé
- Thil-Manneville
- Tocqueville-en-Caux
- Torcy-le-Grand
- Torcy-le-Petit
- Tôtes
- Val-de-Saâne
- Val-de-Scie
- Varneville-Bretteville
- Vassonville
- Vénestanville